# Incles
Incles è un villaggio dell'Andorra, nella parrocchia di Canillo con 663 abitanti (dato 2010) . 

## Geografia
Il comune di Incles si trova nel centro geografico della parrocchia di Canillo, sulla riva destra del fiume Incles (riu d'Incles), vicino al suo affluente, la Valira d'Orient, a un'altitudine di 1.748 metri sul livello del mare. Il comune è il punto di accesso alla valle di Incles, lunga 6 chilometri e orientata a nord-est; la valle è un importante luogo escursionistico del principato.